# Jean Baudrillard

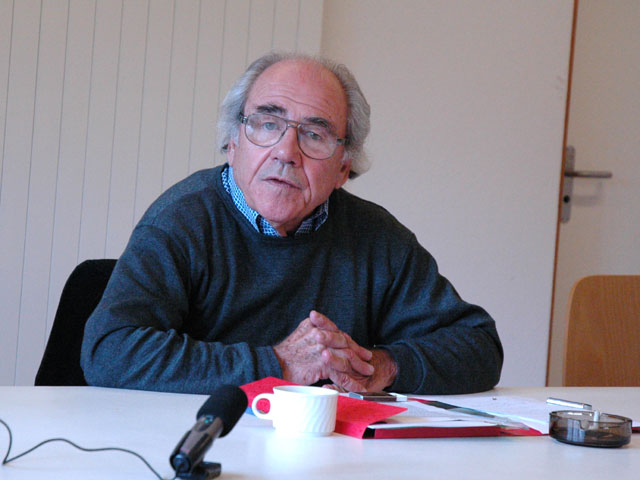
Jean Baudrillard, European Graduate School, 2004

Jean Baudrillard (n. 27 iulie 1929, Reims, Franța – d. 6 martie 2007, Paris, Île-de-France, Franța) a fost un autor, critic literar eseist, sociolog și scriitor francez, teoretician al postmodernismului.

## Biografie
S-a născut la Reims, în Franța, fiind descendentul unei familii de fermieri. În tinerețe, Baudrillard a predat limba germană la liceu, după care și-a dat teza de doctorat în sociologie, sub conducerea lui Henri Lefevre iar în perioada anilor 1950-60, războiul algerian l-a influențat puternic. 
A fost marcat de scrierile lui Roland Barthes privind analiza semiotică a culturii și de cele ale lui Marshall McLuhan, care a demonstrat importanța studierii mass media în orice analiză sociologică. 
În perioada revoltei studențești de la Universitatea Nanterre (1968), Baudrillard scrie articole pentru revista „Utopie“, tipică pentru acea perioadă. Este influențat de marxism și în articolele sale face o critică a tehnologiei.
Filosofia lui Baudrillard se centrează pe conceptele-gemene de „hiper-realitate“ și „simulare“, care se referă la natura virtuală (nereală) a culturii actuale, în epoca dominată de comunicarea și de consumul de masă.

## Operele publicate
„Strategiile fatale“ (1983), „Sistemul obiectelor“ (1968), „Societatea de consum“ (1970) sau „În umbra majorităților tăcute“ (1983), se preocupă de problema psihologică a consumului în societățile capitaliste, de problema obsesiei pentru consum. 
În „Oglinda producției“ (1973) și „Pentru o critică a economiei politice a semnului“ (1972), Baudrillard anunță faptul că semnul prevalează în fața economicului și socialului. 
Cea mai celebră scriere a sa este însă „America“; aici el prezintă o nouă metodă de analiză a societății, descriind ceea ce el consideră a fi irealitatea culturii americane. Pentru sociolog, America este un deșert în care irealul și realul se contopesc atât de bine, încât granița dintre ele practic nici nu mai este vizibilă. 
Unul dintre ultimele sale volume, „Crima perfectă“ (1996) prezintă „uciderea“ realității de către noile medii tehnologice.

## Lista eseurilor publicate
- La Societe de Consommation, Denoel, 1970 (Societatea de consum);
- Pour une critique de l economie politique du signe, Gallimard, 1972 (Pentru o critică a economiei politice a semnului);
- Le Miroir de la production, Casterman, 1973 (Oglinda producției);
- L'Echange symbolique et la mort, Gallimard, 1976 (Schimbul simbolic și moartea);
- Oublier Foucault, Galilee, 1977 (Să-l uităm pe Foucault);
- L'effet Beaubourg, Galilee, 1977 (Efectul Beaubourg);
- A l ombre des majorites silencieuses, Cahiers d'Utopie, 1978 (În umbra majorității tăcute);
- Le P.C. ou les paradis artificiels du politique, Cahiers d'Utopie, 1978 (Partidul comunist sau paradisul artificial al politicii);
- De la seduction, Galilee, 1979 (Despre seducție);
- Simulacres et simulation, Galilee, 1981 (Simulacre și simulare);
- Les Strategies fatales, Grasset, 1983 (Strategiile fatale);
- La Gauche divine, Grasset, 1984 (Divina stîngă);
- Amerique, Grasset, 1986 (America);
- L'autre par lui-meme, Galilee, 1987 (Celălalt văzut de el însuși);
- Cool memories, Galilee, 1987 (Amintiri formidabile);
- Cool memories II, Galilee, 1990;
- La transparence du mal, Galilee, 1990 (Transparența răului);
- La Guerre du Golfe n'a pas eu lieu, Galilee, 1991 (Războiul Golfului nu a avut loc);
- L'Illusion de la fin, Galilee, 1992 (Iluzia sfîrșitului);
- Le crime parfait, Galilee, 1995 (Crima perfectă)

## Legături externe
- Jean Baudrillard. Faculty page at European Graduate School (biography, bibliography, photos and videos).
- Kellner, Douglas. „Jean Baudrillard”. Stanford Encyclopedia of Phylosophy.
- Jean Baudrillard, Fatal Strategies (with an introduction by Dominic Pettman)
- Baudrillard; Cultura, Simulacro y régimen de mortandad en el Sistema de los Objetos | EIKASIA PDF (in Spanish) Adolfo Vásquez Rocca
- „The world of Jean Baudrillard”. Robertexto.com. Accesat în 17 august 2013.